# Urbano Lugo
Urbano Lugo (hijo) (Punto Fijo, Falcón, Venezuela, 12 de agosto de 1962) es un exbeisbolista venezolano. Lanzador derecho que militó en las Grandes Ligas de Béisbol y en los Leones del Caracas en la Liga Venezolana de Béisbol Profesional.
Es hijo de Urbano Lugo, uno de los más grandes lanzadores en la historia de la liga venezolana. De 1.80 metros de estatura y 90 kilogramos de peso, militó durante 16 temporadas en el béisbol venezolano.
La gesta más importante de su carrera profesional fue haber sellado un campeonato de los Leones lanzando un juego de no hit no run ante los Tiburones de La Guaira en el estadio Universitario durante la campaña 1986-1987, el día 24 de enero de ese mismo año.

## Grandes Ligas
El 28 de abril de 1985 debutó con los Angelinos de California con los que estuvo durante cuatro temporadas, en las cuales no tuvo gran brillo. Luego (1989) defendió la camiseta de los Montreal Expos, para al año siguiente cerrar su recorrido por la pelota de grandes ligas con los Tigres de Detroit.
Lugo también participó en las ligas de México y Taiwán, siendo esta última en la que alcanzó mayores honores.
Actualmente se desempeña con instructor mediante un programa llamado «Urbano Lugo Jr sembrando una pasión».
- Datos: Q7900246